# Bonnieville
Bonnieville és una població dels Estats Units a l'estat de Kentucky. Segons el cens del 2000 tenia 354 habitants.

## Demografia
Segons el cens del 2000, Bonnieville tenia 354 habitants, 137 habitatges, i 93 famílies. La densitat de població era de 248,5 habitants/km².
Dels 137 habitatges en un 35,8% hi vivien nens de menys de 18 anys, en un 46% hi vivien parelles casades, en un 19% dones solteres, i en un 31,4% no eren unitats familiars. En el 29,2% dels habitatges hi vivien persones soles el 19,7% de les quals corresponia a persones de 65 anys o més que vivien soles. El nombre mitjà de persones vivint en cada habitatge era de 2,58 i el nombre mitjà de persones que vivien en cada família era de 3,19.
Per edats la població es repartia de la següent manera: un 30,8% tenia menys de 18 anys, un 7,1% entre 18 i 24, un 28% entre 25 i 44, un 17,8% de 45 a 60 i un 16,4% 65 anys o més.
L'edat mediana era de 35 anys. Per cada 100 dones de 18 o més anys hi havia 87 homes.
La renda mediana per habitatge era de 25.714 $ i la renda mediana per família de 29.250 $. Els homes tenien una renda mediana de 27.321 $ mentre que les dones 19.375 $. La renda per capita de la població era de 10.583 $. Entorn del 25,3% de les famílies i el 29,4% de la població estaven per davall del llindar de pobresa.

## Poblacions més properes
El següent diagrama mostra les poblacions més properes.